# ATV-003 Edoardo Amaldi
ATV-003 Edoardo Amaldi var ESA:s tredje Automated transfer vehicle för att leverera förnödenheter, syre, vatten och bränsle till rymdstationen ISS. Uppskjutningen skedde den 23 mars 2012. Den dockade med rymdstationen den 28 mars 2012. Farkosten var dockade med stationen fram till den 28 september 2012. ATV-003 brann upp i jordens atmosfär den 3 oktober 2012.
Farkosten var uppkallad efter den italienske fysikern Edoardo Amaldi.

### Fotnoter
1. ↑  ”NASA Space Science Data Coordinated Archive” (på engelska). https://nssdc.gsfc.nasa.gov/nmc/spacecraft/display.action?id=2012-010A. Läst 26 februari 2020.
2. ↑  Manned Astronautics - Figures & Facts Arkiverad 3 oktober 2015 hämtat från the Wayback Machine., läst 28 juli 2016.